# Glee: The Music, Volume 2
Glee: The Music, Volume 2 är ett soundtrack från det Amerikanska TV-programmet Glee, som innehåller låtar från avsnitt 9 till 13 av TV-programmets första säsong. CD-skivan släpptes den 4 december 2009 i Australien och den 8 december 2009 i USA. Albumet har certifierats som platina i Kanada och som guld i USA, Storbritannien och Australien.

## Produktion och låtar
Varje låt som finns med på albumet släpptes som singel, tillgänglig för digital download. "True Colors" topplacerades högst i alla regioner utom Amerika. Låten placerades som #15 i Irland, #35 i Storbritannien, #38 i Kanada och #47 i Australien. I Amerika så var det "Lean on Me" som fick den högsta placeringen som #50. De enda låtarna som misslyckades att hamna på en topplista i alla regionerna var "(You're) Having My Baby" och "Don't Make Me Over". Karaokeversioner av "Lean on Me", "My Life Would Suck Without You" och "True Colors" släpptes också, eftersom de var mycket efterfrågade av fansen.
Yoko Ono var tveksam till att ge Glee rättigheterna till låten "Imagine". Seriens musikhandledare P.J. Bloom förklarade: "Det var väldigt svårt att övertala Yoko Ono att det var den rätta saken att göra. Hon behövde verkligen förstå hur musiken skulle användas. Det tog verkligen en hel del övertalning för att få henne ombord och inse att det var ett stort, stort ögonblick och en hyllning till John och hans sång." Medan en fullversion av låten "Don't Make Me Over" är inkluderad på albumet så användes endast en instrumental version i TV-programmet.

## Tracklista
| Nr  | Låttitel                                  | Låtskrivare                                                      | Originalartist               | Längd |
| --- | ----------------------------------------- | ---------------------------------------------------------------- | ---------------------------- | ----- |
| 1.  | "Proud Mary"                              | John Fogerty                                                     | Creedence Clearwater Revival | 3:43  |
| 2.  | "Endless Love"                            | Lionel Richie                                                    | Diana Ross & Lionel Richie   | 4:25  |
| 3.  | "I'll Stand by You"                       | Chrissie Hynde, Tom Kelly, Billy Steinberg                       | The Pretenders               | 3:51  |
| 4.  | "Don't Stand So Close to Me / Young Girl" | Sting / Jerry Fuller                                             | The Police / Gary Puckett    | 2:28  |
| 5.  | "Crush"                                   | Andy Goldmark, Mark Muller, Berny Cosgrove, Kevin Clark          | Jennifer Paige               | 3:23  |
| 6.  | "(You're) Having My Baby"                 | Paul Anka                                                        | Paul Anka & Odia Coates      | 2:47  |
| 7.  | "Lean on Me"                              | Bill Withers                                                     | Bill Withers                 | 4:17  |
| 8.  | "Don't Make Me Over"                      | Burt Bacharach, Hal David                                        | Dionne Warwick               | 3:25  |
| 9.  | "Imagine"                                 | John Lennon                                                      | John Lennon                  | 2:23  |
| 10. | "True Colors"                             | Tom Kelly, Billy Steinberg                                       | Cyndi Lauper                 | 3:34  |
| 11. | "Jump"                                    | Alex Van Halen, David Lee Roth, Eddie Van Halen, Michael Anthony | Van Halen                    | 3:57  |
| 12. | "Smile"                                   | Lily Allen, Iyiola Babalola, Darren Lewis                        | Lily Allen                   | 3:14  |
| 13. | "Smile"                                   | Charlie Chaplin, John Turner, Geoffrey Parsons                   | Charlie Chaplin              | 3:01  |
| 14. | "And I Am Telling You I'm Not Going"      | Tom Eyen, Henry Krieger                                          | Jennifer Holliday            | 4:06  |
| 15. | "Don't Rain on My Parade"                 | Jule Styne, Bob Merrill                                          | Barbra Streisand             | 2:47  |
| 16. | "You Can't Always Get What You Want"      | Mick Jagger, Keith Richards                                      | The Rolling Stones           | 3:27  |
| 17. | "My Life Would Suck Without You"          | Max Martin, Dr. Luke, Claude Kelly                               | Kelly Clarkson               | 3:31  |

## Topplistor och certifieringar

### Topplistor
| Lista (2009)             | Topplacering |
| ------------------------ | ------------ |
| Australian Albums Chart  | 8            |
| Canadian Albums Chart    | 5            |
| US Billboard 200         | 3            |
| Lista (2010)             | Topplacering |
| Irish Albums Chart       | 1            |
| Mexican Albums Chart     | 39           |
| New Zealand Albums Chart | 1            |
| UK Albums Chart          | 2            |

### Certifieringar
| Land           | Certifiering |
| -------------- | ------------ |
| Australien     | Platina      |
| Kanada         | Platina      |
| Nya Zeeland    | Guld         |
| Storbritannien | Guld         |
| USA            | Guld         |